# Грузинський легіон (1941—1945)
Грузинський легіон (нім. Georgische Legion, груз. ქართული ლეგიონი, латиніз.: kartuli legioni) — німецьке військове формування під час Другої світової війни, складалася з етнічних грузинів. Легіон сформований грузинськими емігрантами та військовополоненими, і її декларованою метою було остаточне відновлення незалежності Грузії від СРСР.

## Історія

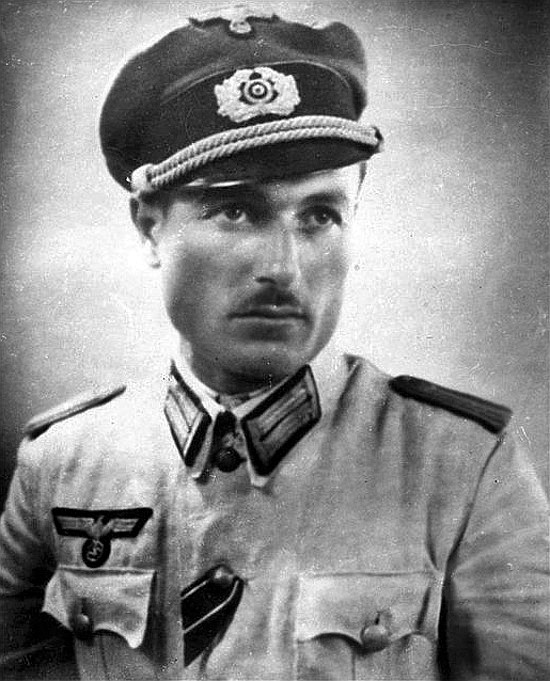
Шалва Лоладзе, лідер опору на острові Тесел

Легіон сформований в грудні 1941 року і складався з грузинів. Вищим офіцером формування був генерал-майор Лео Кереселідзе.
Військово-політичною метою цього формування була державна незалежність Грузії від Радянського Союзу, яка була обіцяна і гарантована з боку Німеччини.
Грузини проходили навчання на заході України і почали бойові дії восени 1942 року. Також грузини служили в Північнокавказькому легіоні Вермахту і в інших легіонах, підібраних за етнічним принципом. Грузинське формування проходило службу під командуванням князя Михайла Цулукідзе, полковника Соломона Ніколаса Залдастані та інших офіцерів, що раніше були на службі в Грузинської Демократичної Республіки (1918-1921).
Наприкінці війни, залишки грузинських батальйонів переправили вглиб окупованих земель Європи — в Нідерланди. З приходом військ союзників до Німеччини, 822-й грузинський батальйон легіону, розташований на острові Тесел, повстав проти німецького командування. Внаслідок почались тривалі бої, які часто описуються як «останні бої в Європі», яка йшли з 5 квітня по 20 травня 1945 року.
Відповідно до угод, всі радянські громадяни, що опинилися на окупованих союзниками територіях на момент закінчення війни, були передані Радянському Союзу.

## Список підрозділів
- 795-й батальйон «Шалва Маглакелідзе» нім. Bataillon 795 «Schalwa Maglakelidze» — бойові дії: 1942 в Північній Осетії, 1943 року у Франції
- 796-й батальйон нім. Bataillon 796 — бойові дії: 1942-1943 в Туапсе, Північний Кавказ
- 797-й батальйон «Георгій Саакадзе» нім. Bataillon 797 «Giorgi Saakadse» — бойові дії: 1943—1944 у Франції
- 798-й батальйон «Іраклій II» нім. Bataillon 798 «König Irakli II. Bagrationi» — бойові дії: 1943—1944 у Франції
- 799-й батальйон «Давид Будівничий» нім. Bataillon 799 «König David Bagrationi-Agamaschenebli» — бойові дії: 1943—1944 у Франції
- 822-й батальйон «Цариця Тамара» нім. Bataillon 822 «Königin Tamara» — бойові дії: 1943—1944 у Франції, острів Тесел, Нідерланди.
- 823-й батальон «Шота Руставелі» нім. Bataillon 823 «Schota Rustaweli»
- 824-й батальйон «Ілля Чавчавадзе» нім. Bataillon 824 «Ilia Tschawtschawadse» — бойові дії: 1944, Львів.